# Украинская баскетбольная высшая лига 1992/1993
2-й чемпионат Украины по баскетболу прошёл с октября 1992-го года по май 1993-го года. Чемпионом Украины во второй раз стал киевский Будивельник.

## Чемпионат Украины

### Высшая лига
1. Будивельник (Киев)
2. СКА-Газда (Киев)
3. НКИ (Николаев)
4. Спартак-Новотроника (Луганск)
5. ТИИТ (Харьков)
6. Шахтер (Донецк)
7. Азовмаш (Мариуполь)
8. Динамо (Днепропетровск)
9. Вулкан (Днепропетровск)
10. Перспективный (Никополь)
11. Баскод (Одесса)
12. УГАУ (Киев)

Состав БК Будивельник: Денис Журавлев, Евгений Мурзин, Андрей Костко, Игорь Молчанов, Александр Окунский, Григорий Перегуд, Виталий Потапенко, Сергей Половко, Дмитрий Приходько, Игорь Харченко, Владимир Холопов, Олег Чернов. Тренеры — Зураб Хромаев, Виктор Гуревич.

### Первая лига
1. БИПА-Мода (Одесса)
2. Маккаби-Денди (Киев)
3. Синтез (Кременчуг)
4. НКИ-2 (Николаев)
5. Александрия-Рось (Белая Церковь)
6. Кировец (Харьков)
7. СКИФ (Киев)
8. Будивельник (Запорожье)
9. Днепр (Днепропетровск)
10. Будивельник-2 (Киев)
11. Горная академия (Кривой Рог)
12. ХОУФК-Будивельник (Харьков)

### Вторая лига
1. Интер (Днепропетровск)
2. ЛПИ (Львов)
3. Азовсталь (Мариуполь)
4. Машиностроитель (Дружковка)
5. Кременец (Изюм)
6. Газда-КУФК (Киев)
7. Прибужье (Червоноград)
8. ХПИ (Харьков)
9. ХГУ (Харьков)
10. ТФЭИ (Тернополь)
11. Спартак-2 (Луганск)
12. Баскод-2 (Одесса)

## Кубок Украины
Кубок Украины проводился по окончании регулярного чемпионата Высшей лиги, в июне 1993-го года. Большинство клубов Высшей лиги отказались от участия в турнире по экономическим или спортивным причинам. Решающие матчи кубка состоялись в Одессе.

### Полуфиналы
| Команда 1      | Счёт    | Команда 2               |
| -------------- | ------- | ----------------------- |
| ТИИТ (Харьков) | 137:107 | Будивельник (Запорожье) |
| БИПА-Мода      | 136:64  | УДАУ (Киев)             |

### Финал
| Команда 1 | Счёт           | Команда 2      |
| --------- | -------------- | -------------- |
| БИПА-Мода | 100:90 (53:48) | ТИИТ (Харьков) |

- В составе БИПА-Моды 29 очков набрал Александр Чаусов, 18 — Сергей Пинчук, 17 — Олег Михайлов, 16 — Вадим Пудзырей
- В составе ТИИТа 64 очка на троих набрали Павел Поветкин (19), Игорь Яценко (17) и Владимир Левицкий (28)
- В решающих матчах кубка не принимал участие лидер ТИИТа Александр Лохманчук, которого ранее дисквалифицировала Федерация баскетбола Украины за отказ играть за сборную Украины в отборочных матчах к чемпионату Европы 1993 года. При этом на заседании исполкома ФБУ Лохманчук заявлял о готовности выступать за сборную.